# Château d'Anvaing
Le château d'Anvaing ou château de Lannoy (commune de Frasnes-lez-Anvaing) est un château belge du XVIe siècle situé en Région wallonne au nord-ouest de la province de Hainaut. Ses étangs et anciennes douves sont alimentés par la Rhosnes.

## Histoire

### Origine et construction
On ne possède pas beaucoup de renseignements sur les différents bâtiments qui ont précédé la reconstruction du château en 1561, mais la présence d'un château à l'époque de la première croisade est attestée dès 1127[réf. nécessaire].
Le château est profondément modifié en 1800. On peut encore voir une partie des douves qui ont été transformées en étang. Le château reconstruit a vraisemblablement dû adopter le plan rectangulaire de l'ancien système défensif. 
La famille de Roubaix occupe le château. Ensuite la famille de Lannoy , vieille famille au service du roi de France et des ducs de Bourgogne, s'y installe. Ses descendants y vivent encore aujourd'hui. Une descendante de la famille, la comtesse Stéphanie, s'est mariée le 20 octobre 2012 au grand-duc héritier Guillaume de Luxembourg.

### Capitulation du 28 mai 1940
Le château d'Anvaing est le lieu historique où fut signée la capitulation de l'armée belge le 28 mai 1940. 
Les plénipotentiaires belges arrivèrent au château à 9 h 35.  À 9 h 40, le général Derousseaux, le commandant Liagre sont reçus par le général-major Friedrich Paulus et le général Walter von Reichenau entourés d'autres officiers supérieurs allemands. La conférence a lieu dans la bibliothèque du château.  À 10 h, la capitulation de l'armée belge est effective. Vingt minutes ont suffi à la lecture du protocole. Les signatures sont échangées. Le général von Reichenau informe le Führer. Un officier allemand tire un coup de feu en l'air pour fêter l'événement. L'impact de la balle est toujours visible dans le plafond à caissons, en cuir de cordoue, de la salle à manger.